# Will Self

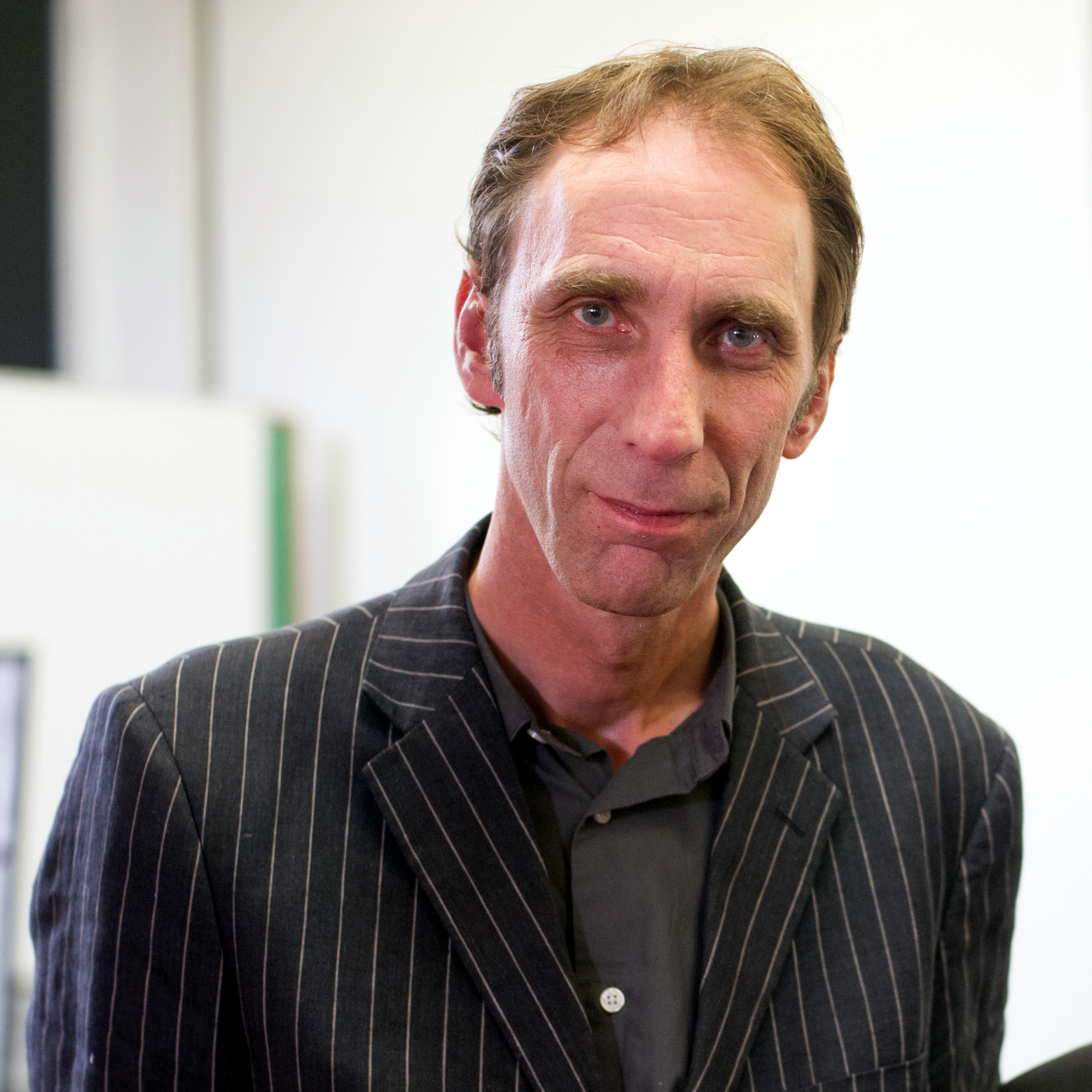
Will Self, 2013.

William Woodard "Will" Self, född 26 september 1961 i London, är en brittisk författare, journalist, politisk kommentator och TV-personlighet.
Self har författat tio romaner, flera novellsamlingar samt samlingar av icke skönlitterära texter. Han har översatts till 22 språk och hans stil är känd för att vara satirisk, grotesk och fantasifull. Huvudsakligen utspelas hans berättelser i London och ofta involverar de mental sjukdom, illegala droger och psykiatri. Self bidrar regelbundet till olika tidningar, bl.a. Playboy, The Guardian och New York Times, och har genom åren varit kolumnist i åtskilligt fler. Han har medverkat mycket i TV, först som panelist i humorprogram, senare i aktualitetsprogram. Därtill förekommer han ofta i radio. Han är bror till journalisten och författaren Jonathan Self.

## Verk (urval)
- Cock and Bull, 1992. (Knäppgökar; översättning: Boo Cassel, Norstedts, 1997)
- My Idea of fun, 1993. (Min Grej; översättning: Boo Cassel, Norstedts, 1995)
- The sweet smell of psychosis, 1996.
- Great apes, 1997. (Stora Apor; översättning: Boo Cassel, Norstedts, 1999)
- How the dead live, 2000.
- Dorian, an imitation, 2002.
- The book of Dave, 2006.
- The butt, 2008.
- Walking to Hollywood, 2010.
- Umbrella, 2012.
- Shark, 2014.